# Asparagus warneckei
Asparagus warneckei — вид рослин із родини холодкових (Asparagaceae).

## Біоморфологічна характеристика
В'ється по кущах. Безлистий у період цвітіння. Квітки білі чи кремові з сильним неприємним запахом.

## Середовище проживання
Ареал: Бенін, Габон, Гана, Гвінея, Кот-д'Івуар, Того.
Населяє кущисті місцевості.